# 須賀敦子
須賀 敦子（すが あつこ、1929年1月19日（戸籍上は2月1日） - 1998年3月20日）は、日本の随筆家・イタリア文学者・翻訳家。 
20代後半から30代が終わるまでイタリアで過ごした。日本に帰国し40代はいわゆる専業非常勤講師として過ごす。50代以降、イタリア文学の翻訳者として注目され、50代後半からは随筆家としても脚光を浴びた。代表的な著作に『ミラノ霧の風景』(1990年)、『コルシア書店の仲間たち』(1992年)など。
死去後の2014年に、イタリア語から日本語への優れた翻訳を表彰する須賀敦子翻訳賞が創設されている。

## 人物・生涯
大手の空調・衛生設備業者、須賀工業（旧須賀商会）経営者の家に生まれる。カトリック系の学校に通い、後にカトリックに入信（洗礼名はマリア・アンナ）。教会での活動に打ち込みながら聖心女子大学で学んだ後、自身の進路を決めかねていたが、1年後慶應義塾大学大学院社会学研究科の修士課程に進学。フランスの神学にあこがれてパリ大に留学するために慶應を中退する。
1953年、渡仏するもパリの雰囲気が肌に合わず、次第にイタリアに惹かれるようになる。1954年の夏休みにはペルージャでイタリア語を学び、イタリアへの傾倒を決定的なものとする。1955年、26歳の時に一旦日本に戻るが、1958年、29歳の時に奨学金を得てローマに渡る。この頃からミラノのコルシア書店関係の人脈に接するようになる。
1960年、後に夫となるジュゼッペ・リッカ（ペッピーノ）と知り合う。この年の9月にはペッピーノと婚約し、翌年11月にウディネの教会で結婚。ミラノに居を構え、ペッピーノとともに日本文学のイタリア語訳に取り組む。しかし1967年にはペッピーノが急逝。1971年にはミラノの家を引き払って日本に帰国する。
帰国後は慶大の嘱託の事務員を務めながら上智大学などで語学の非常勤講師を務める。専業非常勤講師の状況は1979年、50歳になるまで続く。1979年に上智大学専任講師、1981年に慶大にて博士号取得。1985年、日本オリベッティ社の広報誌にてイタリア経験を題材としたエッセイを執筆。以降はエッセイストとしても知られる存在となっていく。
1997年に卵巣腫瘍の手術。翌年3月、心不全のため死去。

### 家族・親族
- 祖父　須賀豊治郎（初代）　須賀商会（須賀工業の前身）創業者
- 父　須賀豊治郎[注 1]（二代目：大正14年、初代豊治郎の死後家督を嗣ぎ前名「彦一」を改め襲名）　日本の近代的な上下水道を事業化した須賀工業の須賀家を継いだ。文学的素養があり、敦子は影響を受けた。仕事の視察で世界一周をし、ヨーロッパの素晴らしさを敦子によく話していた。
- 母　万寿　実家は豊後竹田の武士であったが、大阪に出てきた。
- 叔父　藤七、栄一、保
- 夫　ペッピーノ - 本名・ジュゼッペ・リッカ。貧しい鉄道員の息子。コルシア・ディ・セルヴィ書店の仲間として知り合い、1961年に結婚。日本人とイタリア人の結婚は当時珍しく、テレビ放映された。夫の家族はミラノ郊外の薄暗い鉄道官舎に暮らしており、敦子は彼らを通じて貧しさを初めて知る。また、夫に日本文学の翻訳を勧められ、25冊を訳した。結婚6年にして41歳で病没。
- 妹　良子
- 弟　新（あらた）　須賀工業元社長
- 従兄弟　考古学者で同志社大学名誉教授の森浩一。

### 年譜
- 兵庫県芦屋市生まれ（出産病院は大阪市）、西宮・東京で育つ。東京では俳人原石鼎の隣家に住んだ。
- 小林聖心女子学院に入学。1937年、父の転勤に伴い東京都麻布に転居。併せて聖心女子学院に編入。
- 戦争勃発し、航空部品工場に動員される。一時期疎開のため兵庫県夙川に転居。再び小林聖心女子学院で学ぶ。
- 1945年、東京に戻り、聖心女子学院高等専門学校英文科から聖心女子大学文学部外国語外国文学科に進む（寄宿舎生活を送る）。
- 1947年、在学中にカトリックの洗礼を受ける。
- 1951年、聖心女子大学第一期生として文学部外国語外国文学科を卒業（同大第一期生には中村貞子=緒方貞子、後輩に正田美智子=上皇后美智子がいた）。卒論代りにウィラ・キャザーを翻訳。カトリック学生連盟所属。
- 1953年、慶應義塾大学大学院社会学研究科中退。貨客船平安丸で渡仏し、政府援助留学生としてパリ大学文学部比較文学科で2年間学ぶ。新しい女性の出現と新聞に報じられる。
- 1955年、帰国。NHK国際局欧米部フランス語班常勤嘱託。
- 1956年、光塩女子学院英語講師。翻訳活動開始。
- 1958年、ローマ、レジナムンディ大学聴講生。大学の女子寮で暮らす。ミラノのサンカルディア書店
- 1960年、ミラノのサンカルロ教会のコルシア・ディ・セルヴィ書店勤務。同店は第二次大戦中レジスタンス運動を行なったカトリック左派運動の中心的存在ダビデ・トゥロルド神父（イタリア語版）が作った書店で、革命的拠点を目指す自由な活動により教会から圧力を受けていたが人々には支持されていた。この書店の活動を日本に伝えるため、個人誌「どんぐりのたわごと」創刊。
- 1961年、ジュゼッペ・リッカと結婚。
- 1964年　夫ジュゼッペ・リッカと協力して、夏目漱石・森鷗外・樋口一葉・泉鏡花・谷崎潤一郎・川端康成・中島敦・安部公房・井上靖・庄野潤三などをイタリア語訳。
- 1967年、夫病死。中国の文化大革命の影響でコルシア書店が急速に左傾化したことで教会から閉鎖の圧力を受け、次第に仲間が離散。
- 1971年、慶應義塾大学国際センター事務嘱託およびNHKイタリア語班嘱託。廃品回収で得た収入を貧民救済に使うエマウス運動（フランス語版、英語版）を始める。練馬に「エマウスの家」を作り、若者たちと共同生活を送る。
- 1972年、慶應義塾大学外国語学校イタリア語講師。
- 1973年、上智大学比較文化学科および大学院現代日本文学科非常勤講師。以後、京都大学イタリア文学科・聖心女子大学英文科・東京大学イタリア文学科・文化学院でも現代イタリア文学などを講じる。
- 1981年、「ウンガレッティの詩法の研究」で文学博士
- 1982年、上智大学外国語学部助教授（のち比較文化学部日本語日本文化学科教授）。当時の教え子の一人に歌手の早見優がいた。以後カルヴィーノ、アントニオ・タブッキ、ウンベルト・サバなどを日本語訳。
- 1989年、上智大学比較文化学部教授。同年、ナタリア・ギンズブルグ『マンゾーニ家の人々』翻訳でピコ・デラ・ミランドラ賞。選考委員は加藤周一・都留重人・芦原義信。
- 1991年、『ミラノ 霧の風景』で女流文学賞（山田詠美『トラッシュ』と同時受賞）。選考委員は瀬戸内寂聴・田辺聖子・阿川弘之・大庭みな子・佐伯彰一。また講談社エッセイ賞も受賞（伊藤礼『狸ビール』と同時受賞）。選考委員は丸谷才一・井上ひさし・大岡信・山口瞳。
- 1994年、地中海学会賞。
- 1998年、心不全により69歳で死去。

## 著作一覧

### 単著
- 『ミラノ 霧の風景』 白水社、1990年、白水Uブックス、1994年
- 『コルシア書店の仲間たち』文藝春秋、1992年、文春文庫、1995年、白水Uブックス、2001年
- 『ヴェネツィアの宿』文藝春秋、1993年、文春文庫、1998年、白水Uブックス、2001年
- 『トリエステの坂道』みすず書房、1995年、新潮文庫、1998年、白水Uブックス、2001年
- 『ユルスナールの靴』河出書房新社、1996年、河出文庫、1998年、白水Uブックス、2001年
- 『イタリアの詩人たち』青土社、1998年、新装版2013年
- 『遠い朝の本たち』筑摩書房、1998年、ちくま文庫、2001年
- 『時のかけらたち』青土社、1998年
- 『本に読まれて』中央公論社、1998年、中公文庫、2001年
- 『地図のない道』新潮社、1999年、新潮文庫、2002年
- 『こころの旅』 角川春樹事務所「ランティエ叢書」、2002年、ハルキ文庫、2018年
- 『霧のむこうに住みたい』河出書房新社、2003年、河出文庫、2014年
- 『塩一トンの読書』河出書房新社、2003年、河出文庫、2014年
- 『主よ一羽の鳩のために　須賀敦子詩集』河出書房新社、2018年

### 全集・作品集
- 『須賀敦子全集』 全8巻+別巻、河出書房新社（2000年～2001年）
  - 河出文庫（2006年～2008年、別巻2018年）

1. ミラノ霧の風景、コルシア書店の仲間たち、旅のあいまに
2. ヴェネツィアの宿、トリエステの坂道／エッセイ 1957年～1992年
3. ユルスナールの靴、時のかけらたち、地図のない道／エッセイ 1993年～1996年
4. 遠い朝の本たち　本に読まれて　書評・映画評集成
5. イタリアの詩人たち、ウンベルト・サバ詩集ほか
6. イタリア文学論　翻訳書あとがき
7. どんぐりのたわごと　日記
8. 書簡　年譜　ノート・未定稿　初期エッセイほか
9. 別巻、対談・鼎談（1992年～1998年）

- 『精選女性随筆集9　須賀敦子』文藝春秋、2012年／文春文庫、2024年7月。川上弘美選
- 『日本文学全集25　須賀敦子』河出書房新社、2016年。池澤夏樹個人編集
- 『須賀敦子エッセンス』河出書房新社、2018年。湯川豊編

1. 仲間たち、そして家族、2. 本、そして美しいもの

### 訳書（日本語訳）
- G. ヴァンヌッチ（イタリア語版）編『荒野の師父らのことば』中央出版社 ユニヴァーサル文庫、1963年
- ジャック・マリタン／ライサ・マリタン（フランス語版）『典礼と観想』エンデルレ書店、1967年
- ブルーノ・ムナーリ『木をかこう』至光社、1982年
- ブルーノ・ムナーリ『太陽をかこう』至光社、1984年
- ナタリア・ギンズブルグ『ある家族の会話』白水社、1985年、新版1992年、白水Uブックス、1997年
- ナタリア・ギンズブルグ『マンゾーニ家の人々』白水社、1988年、新版1998年、白水Uブックス（上下）、2012年
- アントニオ・タブッキ『インド夜想曲』白水社、1991年、白水Uブックス、1993年
- アントニオ・タブッキ『遠い水平線』白水社、1991年、白水Uブックス、1996年
- ナタリア・ギンズブルグ『モンテ・フェルモの丘の家』筑摩書房、1991年、ちくま文庫、1998年、河出書房新社「世界文学全集」、2008年
- アントニオ・タブッキ『逆さまゲーム』白水社　1995、白水Uブックス、1998年
- アントニオ・タブッキ『島とクジラと女をめぐる断片』青土社、1995年、新版1998年・2009年、河出文庫、2018年
- アントニオ・タブッキ『供述によるとペレイラは･･･』白水社、1996年、白水Uブックス　2000年
- イタロ・カルヴィーノ『なぜ古典を読むのか』みすず書房、1997年、河出文庫、2012年
- 『ウンベルト・サバ詩集』みすず書房、1998年、新装版2017年

#### 叢書『須賀敦子の本棚』
没後20年に池澤夏樹監修のもとに河出書房新社よりすべて新訳、初訳として刊行。須賀以外の訳者によるものも含むが、「須賀の思想の核となった作家・詩人・思想家による著作」として刊行されているため、以下にすべて挙げる。
- 第1巻：ダンテ・アリギエーリ『神曲 - 地獄篇（第1歌～第17歌）』須賀敦子・藤谷道夫共訳（新訳）2018年
- 第2巻：ウィラ・キャザー『大司教に死来る』須賀敦子訳（新訳）2018年
- 第3巻：ナタリア・ギンズブルグ『小さな徳』白崎容子訳（新訳）2018年
- 第4・5巻：エルサ・モランテ『噓と魔法』（上・下）北代美和子訳（新訳）2018年
- 第6巻：シャルル・ペギー『クリオ - 歴史と異教的魂の対話』宮林寛訳（新訳・初完訳）2019年
- 第7巻：メアリー・マッカーシー『私のカトリック少女時代』若島正訳（初訳）2019年
- 第8巻：シモーヌ・ヴェイユ『神を待ちのぞむ』今村純子訳、2020年
- 第9巻：ダヴィデ・マリア・トゥロルド（イタリア語版）『地球は破壊されはしない』須賀敦子訳（初訳）2019年

### 日本文学のイタリア語訳
Atsuko Suga または Atsuko Ricca Suga として - 新版のみ示す。
- 谷崎潤一郎『猫と庄造と二人のおんな』（La gatta, Bompiani, 2018）
- 川端康成『山の音』（Il suono della montagna, Bompiani, 2019, 2002）
- 谷崎潤一郎『陰翳礼讃』（Libro d'ombra, Bompiani, 2000）
- 川端康成『美しさと哀しみと』（Bellezza e tristezza, Einaudi, 1985）
- 安部公房『砂の女』（La donna di sabbia, Guanda, 2012）
- 谷崎潤一郎『瘋癲老人日記』（Diario di un vecchio pazzo, Bompiani, 2000
- Narratori giapponesi moderni, Bompiani, 1965（『近代日本小説家』- 短編集）- 夏目漱石『こゝろ』・森鴎外『高瀬舟』・樋口一葉『十三夜』・泉鏡花『高野聖』・国木田独歩『忘れえぬ人々』・田山花袋『一兵卒の銃殺』・志賀直哉『范の犯罪』・菊池寛『忠直卿行状記』・谷崎潤一郎『刺青』・谷崎潤一郎『夢の浮橋』・芥川龍之介『地獄変』・井伏鱒二『山椒魚』・横光利一『春は馬車に乗って』・川端康成『ほくろの手紙』・坪田譲治『お化けの世界』・太宰治『ヴィヨンの妻』・林芙美子『下町』・丹羽文雄『憎悪』・井上靖『闘牛』・大岡昇平『俘虜記』・三島由紀夫『夏子の冒険』・深沢七郎『楢山節考』・石川淳『紫苑物語』・庄野潤三『道』・中島敦『名人伝』[5]ほか
  - 『須賀敦子が選んだ日本の名作　60年代ミラノにて』河出文庫、2020年12月。作品13編とその解説

## 関連書籍
- 『KAWADE夢ムック 追悼特集 須賀敦子 霧のむこうに』 河出書房新社、1998年
- 『KAWADE夢ムック 須賀敦子 ふたたび』河出書房新社、2014年8月
- 『KAWADE夢ムック 須賀敦子の本棚』河出書房新社、2018年3月
- 大竹昭子『須賀敦子のヴェネツィア』 河出書房新社、2001年
- 大竹昭子『須賀敦子のミラノ』 河出書房新社、2001年
- 大竹昭子『須賀敦子のローマ』 河出書房新社、2002年
- 大竹昭子『須賀敦子の旅路　ミラノ・ヴェネツィア・ローマ・そして東京』 文春文庫、2018年
- 岡本太郎『須賀敦子のトリエステと記憶の町』 河出書房新社、2002年
- 岡本太郎『須賀敦子のアッシジと丘の町』 河出書房新社、2003年
- 稲葉由紀子『須賀敦子のフランス』 河出書房新社、2003年。解説・写真の図版本
- 神谷光信『須賀敦子と9人のレリギオ カトリシズムと昭和の精神史』 日外アソシエーツ、2007年
- 『季刊誌 考える人 2009年冬号 書かれなかった須賀敦子の本』 新潮社、2009年
- 『須賀敦子が歩いた道』 新潮社〈とんぼの本〉、2009年。芸術新潮編集部、松山巖、アレッサンドロ・ジェレヴィーニ編・解説
- 湯川豊『須賀敦子を読む』 新潮社、2009年／新潮文庫、2011年／集英社文庫、2016年。第61回読売文学賞受賞
- 『三田文学 2014年冬季号(No.116)　特集－須賀敦子』 慶應義塾大学出版会、2014年
- 松山巖 『須賀敦子の方へ』 新潮社、2014年／新潮文庫、2018年　ISBN 978-410-1211763
- 若松英輔 『生きる哲学』 文春新書、2014年。「文學界」連載を書籍化、第1章「須賀敦子」
- 若松英輔 『霧の彼方 須賀敦子』 集英社、2020年　ISBN 978-408-7716719
- 江國香織・松家仁之・湯川豊 『新しい須賀敦子』 集英社、2015年
- 『須賀敦子の手紙』つるとはな、2016年。1955年～97年の友人への55通

## 関連番組
- 『イタリアへ…須賀敦子 静かなる魂の旅　第1話　トリエステの坂道』（初回放送　2006年11月5日、BS朝日、テレビマンユニオン）
- 『イタリアへ…須賀敦子 静かなる魂の旅　第2話　アッシジのほとりに』（初回放送　2007年11月18日、BS朝日、テレビマンユニオン）
- 『イタリアへ…須賀敦子 静かなる魂の旅　最終話　ローマとナポリの果てに』（初回放送　2008年11月15日、BS朝日、テレビマンユニオン）
- ETV特集『須賀敦子 霧のイタリア追想　～自由と孤独を生きた作家～』（初回放送　2009年10月18日、NHK教育）
  - 『須賀敦子　静かなる魂の旅』 河出書房新社、2010年（BS朝日放送のドキュメンタリー3部作を再編集したDVDブック）
- 朗読の世界『ミラノ 霧の風景』（2025年2月24日 - 3月21日、NHK-FM） - 12編のうち8編を抜粋し全20回で朗読。読み手は井上あさひ。[6]